# Dalea tenuicaulis
Dalea tenuicaulis är en ärtväxtart som beskrevs av Joseph Dalton Hooker. Dalea tenuicaulis ingår i släktet Dalea, och familjen ärtväxter. Inga underarter finns listade i Catalogue of Life.